# Crônicas de Artur
As Crônicas de Artur, ou A Trilogia Arturiana, é uma série de três romances sobre a Britânia arturiana escritos por Bernard Cornwell. É composta por O Rei do Inverno (1995), O Inimigo de Deus (1996) e Excalibur (1997).
A história é escrita como uma mistura de ficção histórica e mitologia arturiana. Os livros foram originalmente publicados entre 1995 e 1997 pela editora Penguin e Michael Joseph no Reino Unido, por St. Martin's Press nos Estados Unidos, e no Brasil pela editora Record. O autor confessa que essa é sua série de livros favorita.
A história toma lugar na Britânia durante idade das trevas, conforme descrito pela mitologia galesa, ou lendas galesas. Cornwell também tece adições tardias como Merlin e Lancelote na história.
Assim como outras tomadas "históricas" das lendas arturianas, a série postula que a Britânia pós Roma foi um período difícil para os Bretões nativos, sendo ameaçados com invasões de Anglo-Saxões ao leste e de Irlandeses ao oeste. Ao mesmo tempo, eles sofriam com as disputas internas entre seus pequenos reinos. Como Marion Zimmer Bradley em seu romance As Brumas de Avalon, Cornwell também descreve atrito ocorrendo entre a antiga religião druida e o cristianismo céltico.
O protagonista da série é Derfel Cadarn, baseado no parte lendário São Derfel e em Bedivere. O Derfel de Cornwell é um Saxão criado como Bretão por Merlin. No decorrer da história, ele se torna um grande guerreiro e um dos senhores da guerra de Arthur em sua guerra contra os Saxões. Derfel é um dos conselheiros e amigos mais próximos de Artur, é maneta (na mitologia galesa) e em várias versões da lenda, joga Excalibur no mar após a Batalha de Camlann. Merlin, no meio tempo, se ocupa na tentativa de trazer os velhos deuses de volta à Britânia.
À outros personagens dos mitos arturianos são fornecidos reviravoltas significativas e memoráveis. Por exemplo, Lancelote, sempre retratado como o mais virtuoso e poderoso dos cavaleiros de Arthur, aqui é descrito como como um príncipe arrogante, covarde e mimado, cujas lendas e proezas são construídas nas músicas dos bardos e uma reputação fictícia que ele próprio cultiva cuidadosamente. Sagramore é um príncipe Húngaro do círculo de Lancelote-Graal, mas é retratado aqui como um veterano Númido do antigo exército romano, que se junta ao serviço de Arthur após o colapso do Império.
Cornwell retrata Merlin como um druida lascivo, malicioso e irreverente. Sua solução para o problema de integrar a mágica dos mitos arturianos no contexto da ficção histórica é deixar espaço para o leitor interpretar a "mágica" retratada na história como legítima ou como uma mistura de coincidência, psicologia, tecnologia primitiva e ilusões que se valem das superstições, fundamentalismos religiosos e intolerâncias da época.
Era uma vez, em uma terra chamada Britânia, essas coisas aconteceram... bem, talvez. "As Crônicas de Artur" é a minha tentativa de contar a história de Arthur, Rex Quondam Rexque Futurus, o Único e Eterno Rei, embora eu duvide que ele algum dia foi rei. Eu desconfio que ele foi um grande senhor da guerra do século seis. Nennius, que foi um dos primeiros historiadores a mencionar Arthur, chama ele de dux bellorum; líder guerreiro, ou senhor da guerra.— Cornwell